# Club Montepulciano
Club Montepulciano è il terzo singolo per la promozione dell'album Blue Wonder Power Milk della band  Hooverphonic.
È il primo singolo nel quale compare una b-side: Neon.
Canzone di successo in Belgio e nel Nord America, ha aiutato notevolmente ad incrementare la notorietà della band.

## Tracce

### CD Singolo
1. Club Montepulciano (Radio Edit)
2. Neon

### CD Singolo Maxi
1. Club Montepulciano (Radio Edit)
2. Club Montepulciano (808 State Remix)
3. Club Montepulciano (Dark Dayz Remix)
4. Club Montepulciano (Hooverphonic Funk Remix)
5. Neon